# Катинський Володимир Миколайович
Володимир Миколайович Катинський — полковник ЗСУ, командир 120-ї бригади ТрО.

## Життєпис
В 2016-му році був керівником Тернопільського обласного військового комісаріату 
11 лютого 2024 полковник Юрій Парадюк урочисто передав Бойовий Прапор своєму наступнику, полковнику Володимиру Катинському, який перейняв керівництво 120-ю окремою бригадою .

## Нагороди
- Орден Богдана Хмельницького III ступеня (10 листопада 2023) [3]